# Rene Bond
Rene Bond (11 oktober 1950 – Los Angeles, 2 juni 1996) was een Amerikaanse pornoactrice.

## Levensloop en carrière
Bond begon haar carrière eind jaren '60 in exploitatiefilms van Harry Novak en Ed Wood, waarvan de bekendste Necromania uit 1971 is. 
In de jaren '70 verscheen ze in meer dan 80 pornofilms. Bond was de eerste pornoactrice met borstimplantaten. Ze overleed in 1996 aan een levercirrose op 45-jarige leeftijd. 
Postuum werd ze nog geëerd in de AVN Hall of Fame en de XRCO Hall of Fame.